# 世紀末の詩
『世紀末の詩』（せいきまつのうた）は、1998年10月14日から12月23日まで毎週水曜日22:00 - 22:54に日本テレビ系で放送されたテレビドラマ。初回は22:00-23:24の90分スペシャル、最終回は22:00-23:54の2時間スペシャルで放送された。1話完結の全11話。

## 概要
野島伸司が、日本テレビ系のドラマに初めて脚本で参加した作品である（『家なき子』シリーズでは「企画」名義で、自身は脚本を書いていなかった）。それまでの野島作品と比べ、過激な展開は鳴りを潜め一見地味な作風であった上、第1話の寓話的内容、竹野内豊のそれまでのイメージを覆す役柄などもあり、視聴率は、平均14.6%、最高18.7%（第1話）と振るわなかった。
これをもって、「野島神話崩壊」とするスポーツ紙の報道もあったが、かつて「視聴率男」とも呼ばれた野島が視聴率を無理に意識することなく、「愛とは何か」を問い続ける主人公たちの姿を丁寧に書いていったとの評価があり、野島作品の中でも根強い人気を持つ。
野島は制作発表において「21世紀に続編『新世紀の詩』を作りたい、主題歌は『イマジン』を使いたい」という趣旨の発言をしているが、実現には至っていない。1999年2月5日に全4巻でVHS化されているが、DVDやBD化はされていない。

## あらすじ
結婚式の場で婚約者に駆け落ちされた野亜と、学長選挙に1票差で敗れた大学教授の百瀬。それぞれビルの屋上から飛び降り自殺をしようとして出会った二人の姿を、子猫のような表情で笑う少女ミア。三人は河南町の廃屋で共同生活を始めた。
婚約者に捨てられた野亜と、学長選挙に敗れた初老の百瀬。この二人の男が、“愛とは何か”を問う異色ラブストーリー。一話完結形式で、毎回様々な角度から「愛」にスポットが当てられていく。
各話の主人公たちは決してハッピーエンドの無い、悲劇的な愛の結末を迎える事になる。

## キャスト

### レギュラー
野亜 亘
演 - 竹野内豊
どこか頼りない性格で自惚れ屋。よく感動して泣く。愛の存在を信じ続ける。婚約者に裏切られ自殺を図った際、向かいのビルで同時に自殺を図る教授と出会い、なぜか彼の潜水艦作りを手伝い出す。「なぜ僕がこんなことを」などと散々に文句を言いつつも教授をどこか尊敬している。失恋のトラウマを抱え、もう誰も愛せないと言いながら里見先生に想いを寄せる（ただし惚れっぽい性格であり、各話中で様々な女性にときめいている）。姓は聖書の人物ノアを髣髴とさせる。
百瀬 夏夫
演 - 山﨑努
通称「教授」。大学の学長選挙で落選し失望、大学を辞め、バラックで「旅に出るため」潜水艦作りをはじめる。自殺を図った際に出会った野亜とミアと共同生活をしている。元ノーベル賞候補でもあり知能やユーモアセンスは相当なものがあるが、同時に札付きのスケベオヤジ。各話中よく大勢の女性を侍らせ豪遊する描写などが見られる。実は大病を抱えている。愛の存在をシニカルに否定する。姓は聖書の人物モーセを髣髴とさせる。
ミア
演 - 坂井真紀
野亜と百瀬の同居人。片言のような日本語で話し、食欲旺盛。過去は一切不明。自分は死神と表し、青い毛のネコを産むなど存在が謎。
羽柴 里見
演 - 木村佳乃
近くの小学校の教師。ひょんな事から野亜と百瀬のバラックによく遊びに来るようになる。婚約者がおり結婚を控えている彼女は、野亜に想いを寄せられ、最初かなり迷惑そうにしていたが、徐々に心を開いていくような節があるが、結婚式で野亜が奪いに来てくれる幻想を抱きながら結婚する。第5話のゲストキャラである佐々木留美（純名里沙）の友人。
百瀬 祐香
演 - 松本恵（現・松本莉緒）
百瀬の娘。高校生。離婚し親権は母が持つ。父親に会いに来た際初対面で野亜に一目惚れし、彼目当てで遊びに来る。ミアと仲が良く、よく遊んでいる描写がある。
牧野 千秋
演 - 吉川ひなの
貧しい兄弟の長女。野亜が仕事（アイスや焼き栗の移動販売など）をしていると、よく道端で遭遇しては、幼い兄弟達と共に彼に食べ物をねだる。野亜に片想いをしている。実は百瀬との間に深いつながりがあった。
草間 哲雄（1・6・10・11話）
演 - 角田英介
羽柴里見の同僚教師・婚約者。

### ゲスト
各話のゲストキャラクターには、野島伸司脚本もしくは企画作品に複数の出演経験がある役者が多く出演している。
※太字は、今作以前の野島脚本作品出演経験者。
また、翌年に放送された野島脚本ドラマ「リップスティック 」のキャストが複数人登場している。
- 第1話 「この世の果てで愛を唄う少女」
  - 小川 すみれ：広末涼子
  - 西野 幸雄：石橋保
  - 大島 武郎：杉浦直樹
- 第2話 「パンドラの箱」
  - 仁科 鏡子：遠山景織子
  - 興梠 一郎：斎藤洋介
  - 泉 誠司：袴田吉彦
- 第3話 「狂った果実」
  - 津田 昭文：清水綋治
  - 津田 愛美：小田エリカ
  - ホステス：はるな愛（当時は春菜愛）
- 第4話 「星の王子様」
  - 山内 徹：谷啓
  - 山内 羽夢：真柄佳奈子
  - 岡林 聡：布施博
- 第5話 「車椅子の恋」
  - 星野 守：三上博史
  - 佐々木 留美：純名里沙
- 第6話 「天才が愛した女」
  - 広田 馨：藤原竜也
  - 真中 徹：徳山秀典
  - 広田 清美：南果歩
  - 真中 良美：手塚理美
  - 広田 勤：永島敏行
- 第7話 「恋するコッペパン」
  - 石田 真紀子：桜井幸子
  - 石田 基：大江千里
  - 石田 涼子：池脇千鶴
- 第8話 「恋し森のクマさん」
  - 影山 宗一：田中健
  - 影山 睦美：持田真樹
  - 影山 良希：島田亮・島田潤
  - 影山 歩美：あづみれいか
- 第9話 「僕の名前を当てて」
  - 謎の男：大沢たかお
  - ナオ：坂井真紀（※二役）
- 第10話 「20年間待った女」
  - 大島 武郎：杉浦直樹
  - 牧野 冬子：永島暎子
- 最終話 「LOVE」
  - 三島 麗美：ジョイ・ウォン
  - ピーターパンの少女：伊藤歩

## サブタイトル
| 各話                                                           | 放送日         | サブタイトル               | 演出                       | 視聴率 | 備考                         |
| -------------------------------------------------------------- | -------------- | -------------------------- | -------------------------- | ------ | ---------------------------- |
| 第1話                                                          | 1998年10月14日 | この世の果てで愛を唄う少女 | 細野英延                   | 18.7%  | 22:00-23:24の90分スペシャル  |
| 第2話                                                          | 1998年10月21日 | パンドラの箱               | 細野英延                   | 14.7%  |                              |
| 第3話                                                          | 1998年10月28日 | 狂った果実                 | 古賀倫明                   | 12.1%  |                              |
| 第4話                                                          | 1998年11月4日  | 星の王子様                 | 大谷太郎                   | 14.3%  |                              |
| 第5話                                                          | 1998年11月11日 | 車椅子の恋                 | 細野英延                   | 14.9%  |                              |
| 第6話                                                          | 1998年11月18日 | 天才が愛した女             | 古賀倫明                   | 13.4%  |                              |
| 第7話                                                          | 1998年11月25日 | 恋するコッペパン           | 大谷太郎                   | 15.1%  |                              |
| 第8話                                                          | 1998年12月2日  | 恋し森のクマさん           | 細野英延                   | 13.9%  |                              |
| 第9話                                                          | 1998年12月9日  | 僕の名前を当てて           | 古賀倫明                   | 15.3%  |                              |
| 第10話                                                         | 1998年12月16日 | 20年待った女               | 大谷太郎                   | 13.5%  |                              |
| 最終話                                                         | 1998年12月23日 | LOVE                       | 細野英延 古賀倫明 大谷太郎 | 14.5%  | 22:00-23:54の2時間スペシャル |
| 平均視聴率 14.6%（視聴率はビデオリサーチ調べ、関東地区・世帯） |                |                            |                            |        |                              |

## スタッフ
- 脚本 - 野島伸司
- プロデュース - 梅原幹
- 演出 - 細野英延、古賀倫明、大谷太郎
- 主題歌 - ジョン・レノン 「LOVE」
- オープニング- ジョン・レノン 「STAND BY ME」
- 音楽 - 千住明

## 関連商品

### VHS
- 「世紀末の詩 －The Last Song－」Vol.1 - Vol.4 （1999年2月5日、バップ）

### CD
- 千住 明『NTVドラマ オリジナル サウンドトラック「世紀末の詩 －The Last Song－」』（1998年11月6日、EMIミュージック・ジャパン）

### ノベライズ
- 野島 伸司「世紀末の詩 －The Last Song－」（1998年12月、ワニブックス）ISBN 978-4847013027